# 类球花藜
类球花藜（学名：Blitum litwinowii）是苋科球花藜属的一年生草本植物。主要分布于兴都库什山脉、帕米尔高原、喀喇昆仑山脉的山地草原。

## 形态
与球花藜形态接近。高2-10 cm。茎多分枝, 少次生分枝，无明显主茎，匍匐，老时淡黄色，嫩时浅绿色，具条纹。基生叶的叶片三角形至三角状卵形，两面均为鲜绿色, 先端渐尖，基部楔形、截形或戟形，边缘具不整齐的齿；茎生叶较小，披针形或卵状戟形，全缘或稀具齿，小裂片和齿多数反折。花两性兼雌性，密生于腋生短枝上形成团伞花序。胞果扁卵球形。种子直立，红褐色至黑色，边缘钝或截形, 有光泽, 多数不开槽，胚半环形。花期6-7月, 果期8-9月。